# Facundo Batista
Facundo Agustín Batista Ochoa (ur. 16 stycznia 1999 w Montevideo) – urugwajski piłkarz występujący na pozycji napastnika, od 2024 roku zawodnik Peñarolu.